# جليزا 163 c
جليزا 163 سي (بالإنجليزية: Gliese 163 c)‏ الذي يرمز له بالرمز GJ 163 c، هو كوكب خارج المجموعة الشمسية، وأرض هائلة، في كوكبة أبو سيف (كوكبة)، يتبع غليس 163 ‏.

## الاكتشاف
اكتشف في 31 أغسطس 2012.